# پات (فیلم)
پات فیلمی به کارگردانی، نویسندگی و تهیه‌کنندگی امیر توده روستا ساخته سال ۱۳۹۲ می‌باشد.
این فیلم در اردیبهشت ۱۳۹۵ در سینماهای ایران اکران شده‌است.